# Ben X
Ben X és una pel·lícula dramàtica belga de l'any 2007 dirigida pel realitzador flamenc Nic Balthazar, basada en la seva pròpia novel·la Niets was alles wat hij zei («Res va ser el que va dir»), publicada en neerlandès el 2005. El títol de la pel·lícula fa referència a la versió neerlandesa de la frase «(ik) ben niks», que en català significa «(jo) no sóc res». El film ha estat doblat al català.

## Argument
El protagonista de la pel·lícula, un jove flamenc de 17 anys que pateix la síndrome d'Asperger, presenta moltes dificultats per viure de manera normal. Pateix assetjament escolar i, per escapar de la seva dura realitat, s'aïlla en un món virtual, jugant a un joc en línia, ArchLord. A través d'aquest joc coneix una altra usuària anomenada Scarlite, a qui coneixerà en la vida real i que l'ajudarà a afrontar les seves adversitats.

## Repartiment
- Greg Timmermans - Ben
- Laura Verlinden - Scarlite
- Marijke Pinoy - Mare de Ben
- Cesar De Sutter - Jonas
- Pol Goossen - Pare de Ben
- Titus de Voogdt - Bogaert
- Maarten Claeyssens - Desmedt
- Tania Van der Sanden - Sabine
- Johan Heldenbergh - Professor de religió
- Jakob Beks - Professor de metal·lúrgia
- Gilles De Schryver - Coppola
- Dirk Van Dicjk - Agent de policia

## Premis
- Festival Internacional de Cinema de Mont-real, 31a edició (2007).
  - Prix œcuménique (jurat).
  - Grand prix des Amériques (jurat).
  - Film le plus populaire (públic).
- 2n premi especial del Conseil général de la Dordonya del 16è Festival de cinema de Sarlat.
- Aquesta pel·lícula va representar Bèlgica a l'edició 80a dels Premis Òscar el 2008 per a la millor pel·lícula de cinema en llengua estrangera, però no va ser preseleccionada entre les cinc finalistes.